# Stella de Albuquerque
Stela de Albuquerque (Lisboa, 1918 –  1979), foi uma escultora e professora portuguesa. 
Ao longo de mais de meio século de intensa atividade, Stella tornou-se numa figura marcante da escultura portuguesa do século XX e, particularmente, uma das melhores expressões da estatuária oficial modernizante implementada pelo Estado Novo, nomeadamente pelos serviços agronómicos. 
Foi autora de uma obra diversificada.  Esculpiu e modelou retratos, figuras da história, esculturas de temática científica, etc., tendo realizado importantes encomendas para espaços públicos de onde podem destacar-se ainda as estátuas de Vieira Natividade, Alcobaça; etc.

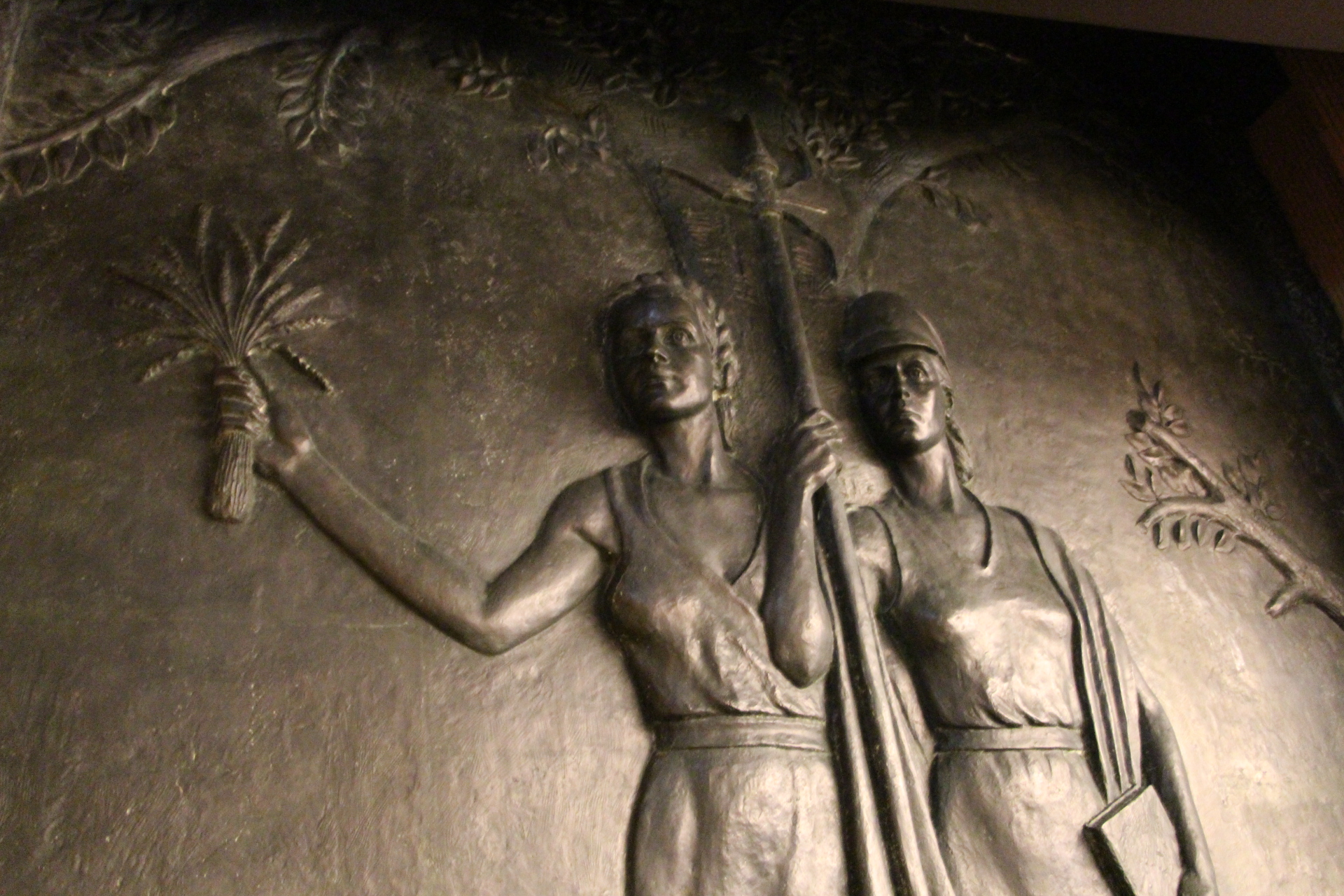
Painel em bronze, INIAV, Elvas

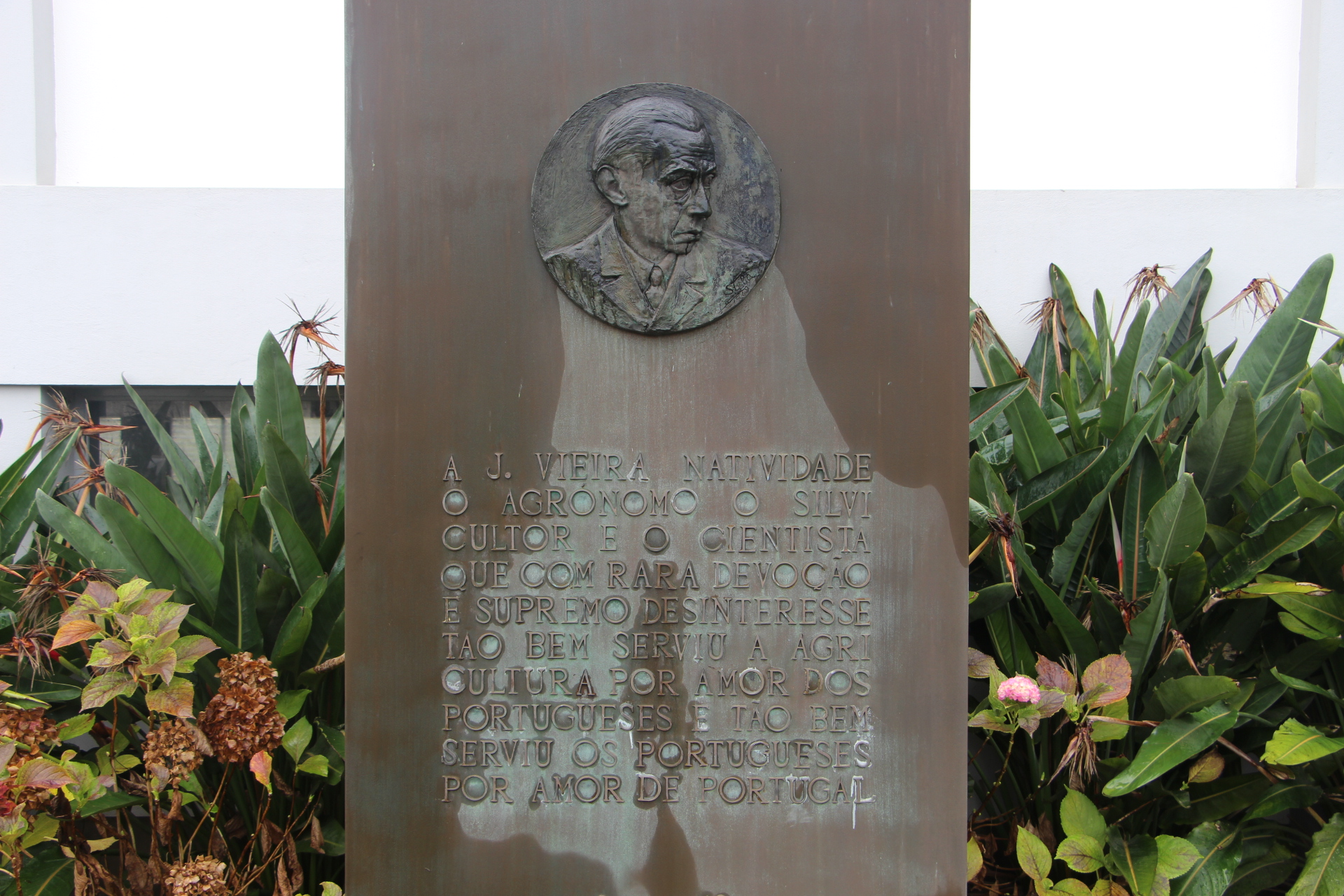
Vieira Natividade, INIAV

## Algumas obras
- Joaquim Vieira Natividade, 1969, col. INIAV Alcobaça.
- Painel em bronze, Ceres e Minerva, 1965, INIAV Elvas.
- Monumento a Domingos Victória Pires, 1965–67, INIAV Elvas.[3]
- Monumento aos Bombeiros, 1976, Vila Real de Santo António.

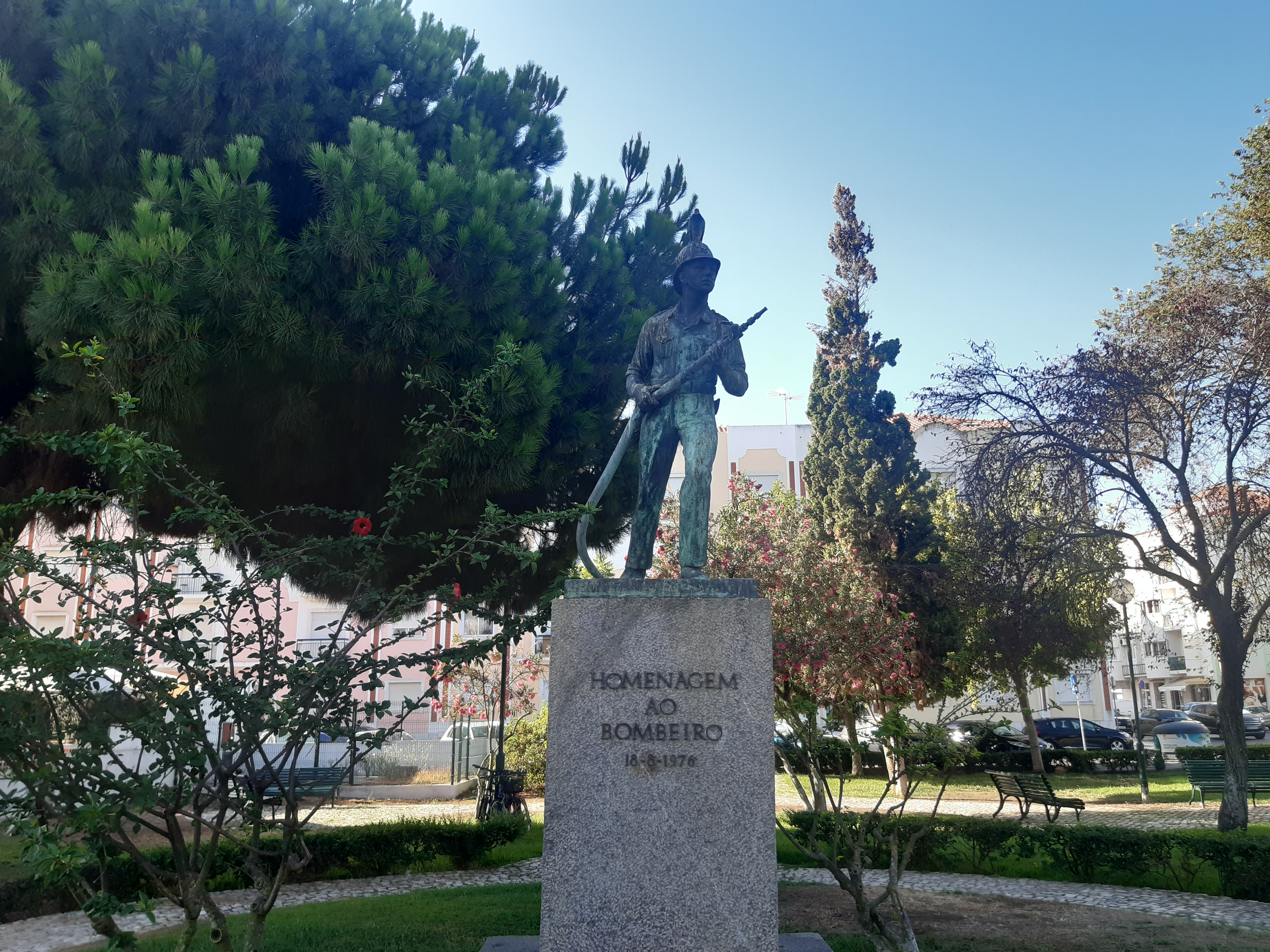
monumento bombeiros